# 纳翁河畔塞勒
纳翁河畔塞勒（法語：Selles-sur-Nahon，法語發音：[sɛl syʁ na.ɔ̃]）是法国安德尔省的一个市镇，位于该省中北部偏西，属于沙托鲁区。

## 地理
纳翁河畔塞勒（47°1'0"N, 1°26'52"E）面积6.77 平方千米，位于法国中央-卢瓦尔河谷大区安德尔省，该省份为法国中部省份，北起卢瓦-谢尔省，西北接安德尔-卢瓦尔省，西南接维埃纳省，南至克勒兹省和上维埃纳省，东临谢尔省。
与纳翁河畔塞勒接壤的市镇（或旧市镇、城区）包括：弗雷迪耶、热埃、厄涅、热马洛什、佩勒瓦桑。

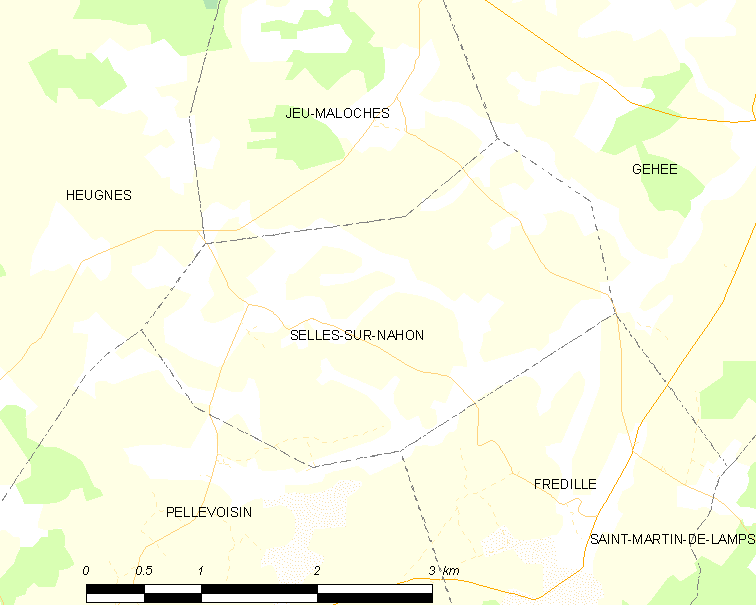
纳翁河畔塞勒的OSM定位图

纳翁河畔塞勒的时区为UTC+01:00、UTC+02:00（夏令时）。

## 行政
纳翁河畔塞勒的邮政编码为36180，INSEE市镇编码为36216。

## 政治
纳翁河畔塞勒所属的省级选区为瓦朗赛县。

## 人口

1962-2008年间纳翁河畔塞勒人口变化图示

纳翁河畔塞勒于2022年1月1日时的人口数量为62人。